# Sidomekar (Semboro)
Sidomekar is een bestuurslaag in het regentschap Jember van de provincie Oost-Java, Indonesië. Sidomekar telt 11.854 inwoners (volkstelling 2010).